# Miocene
| Periodo                                                                                   | Epoca       | Piano         | Età (Ma)    |
| ----------------------------------------------------------------------------------------- | ----------- | ------------- | ----------- |
| Quaternario                                                                               | Pleistocene | Gelasiano     | Più recente |
| Neogene                                                                                   | Pliocene    | Piacenziano   | 3,600       |
| Neogene                                                                                   | Pliocene    | Zancleano     | 5,333       |
| Neogene                                                                                   | Miocene     | Messiniano    | 7,246       |
| Neogene                                                                                   | Miocene     | Tortoniano    | 11,63       |
| Neogene                                                                                   | Miocene     | Serravalliano | 13,82       |
| Neogene                                                                                   | Miocene     | Langhiano     | 15,98       |
| Neogene                                                                                   | Miocene     | Burdigaliano  | 20,45       |
| Neogene                                                                                   | Miocene     | Aquitaniano   | 23,04       |
| Paleogene                                                                                 | Oligocene   | Chattiano     | Più antico  |
| Suddivisione del Neogene secondo la Commissione internazionale di stratigrafia dell'IUGS. |             |               |             |

Nella scala dei tempi geologici, il Miocene è la prima delle due epoche geologiche in cui è suddiviso il Neogene, il secondo periodo dell'Era cenozoica. Il Miocene è compreso tra l'Oligocene e il Pliocene, ebbe inizio 23,04 milioni di anni fa (Ma) e terminò 5,333 Ma. In questa epoca continuò il sollevamento della catena alpina collegato ad eruzioni nel Massiccio Centrale francese, nei Carpazi, sui Colli Euganei, nel Veronese, nel Vicentino e nei Monti Iblei.

## Etimologia
Il termine Miocene deriva dal greco antico  μείων?, meíōn ("meno") e καινός, kainós ("nuovo"), riferendosi al 18% in meno di nuove specie di invertebrati marini rispetto al successivo Pliocene. Il nome fu proposto dal geologo scozzese Charles Lyell nel 1847.

## Definizioni stratigrafiche e GSSP
La base dell'Aquitaniano, nonché del Miocene e dell'intero periodo del Neogene, è definita dalla prima comparsa dei foraminiferi planctonici della specie Paragloborotalia kugleri, dall'estinzione del nanoplancton calcareo Reticulofenestra bisecta, che forma la base della biozona nanoplanctonica NN1, ed è alla base della cronozona magnetica C6Cn.2n e corrisponde all'evento Mi-1 nello stadio dell'isotopo marino.
Il limite superiore (nonché limite superiore del Messiniano e base del successivo Zancleano) è dato dal livello superiore della cronozona di polarità magnetica C3r (circa 100.000 anni prima della sub-cronozona C3n.4n). Appena al di sotto di questo limite si trova l'orizzonte di estinzione del nanoplancton Ceratolithus acutus.

### GSSP
Il GSSP, il profilo stratigrafico di riferimento della Commissione Internazionale di Stratigrafia, è stato identificato in una sezione stratigrafica di Lemme-Carrosio presso il piccolo paese di Carrosio, a sud di Gavi e a nord di Voltaggio, in provincia di Alessandria. Le coordinate sono: longitudine: 8°50'11" E e latitudine 44°39'32" N.

## Suddivisioni
La Commissione Internazionale di Stratigrafia riconosce per il Miocene la suddivisione in sei piani stratigrafici, secondo il seguente schema, ordinato dal più recente al più antico:
- Messiniano o Saheliano (da 7,246 milioni di anni fa (Ma) a 5,333 Ma)
- Tortoniano    (da 11,63 Ma a 7,246 Ma)
- Serravalliano (da 13,82 Ma a 11,63 Ma)
- Langhiano o Elveziano (da 15,98 Ma a 13,82 Ma)
- Burdigaliano (da 20,45 Ma a 15,98 Ma)
- Aquitaniano (23,04 Ma a 20,45 Ma)

## Geologia
Le formazioni che caratterizzano il Miocene inferiore sono quelle costituite da conglomerati, formatisi durante la trasgressione miocenica iniziale o in seguito al sollevamento della catena alpina; quelle del tipo molassa depositatosi, in seguito alla forte erosione delle dorsali alpine emerse, lungo il margine esterno delle Alpi che va dalla depressione corrispondente all'attuale valle del Rodano, alla Svizzera, all'Austria.
Nel Miocene superiore prevalgono invece formazioni di acqua salmastra, dovute alla regressione marina con cui si concluse il periodo, e che sono diffuse soprattutto nell'Europa orientale e nell'Africa sudoccidentale.

## Paleogeografia
I continenti continuarono la loro deriva verso le posizioni attuali, a cui mancava solo la formazione del ponte tra America del Nord e del Sud. Il Sud America infatti si stava ancora spostando da sud verso la zona di subduzione dell'Oceano Pacifico che portò alla crescita delle Ande. La separazione tra le due Americhe terminò con la formazione dell'istmo di Panama durante il Pliocene.
Questa saldatura ebbe importanti effetti sulla temperatura globale del pianeta, perché interruppe la circolazione della calda corrente equatoriale portando all'isolamento dell'Atlantico e al raffreddamento delle temperature nell'Artico e nell'Antartico.
Dal punto di vista faunistico, la giunzione dell'istmo pose termine all'isolamento della fauna del Sud America, permettendo lo scambio di specie tra le due regioni e portando all'estinzione dei Meridiungulata, i primitivi ungulati, e degli Sparassodonta, i marsupiali carnivori nativi del sud.
L'India continuò la sua collisione con l'Asia, provocando la crescita delle catene montuose Himalayane. Anche la collisione tra Africa e Europa continuava, portando alla formazione del Mediterraneo e alla scomparsa dell'Oceano Tetide, avvenuta tra 19 e 12 milioni di anni fa. La crescita delle creste montagnose a ovest e la diminuzione del livello del mare combinate, assieme diedero luogo alla crisi di salinità del Messiniano nel periodo compreso tra 6 e 5,33 Ma. Questa crisi terminò con l'apertura dello stretto di Gibilterra e l'inondazione del bacino mediterraneo da parte delle acque dell'Oceano Atlantico. L'abbassamento del livello del mare permise anche la formazione della Beringia, il ponte di terra tra Asia e Alaska.
I depositi marini e continentali del Miocene sono comuni in tutto il mondo, con esposizioni continentali ben evidenti negli Stati Uniti e in Argentina.

## Clima
Il clima del Miocene era ancora moderatamente caldo, ma proseguiva il processo di raffreddamento globale che sarebbe culminato nel Pleistocene.

## Flora

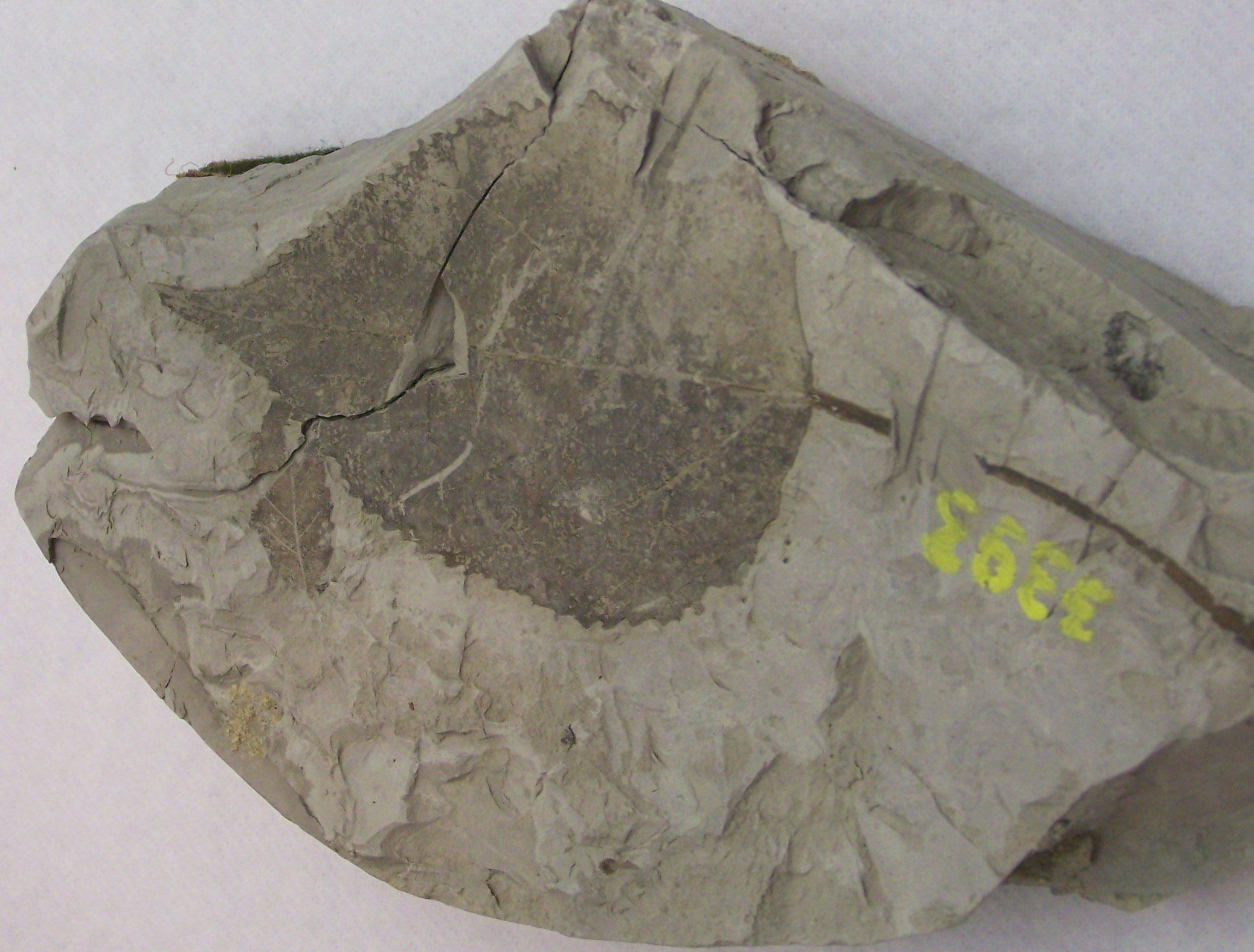
Foglia fossile di Populus balsamoides, un varietà di pioppo del Miocene.

La flora, molto ricca, indica, con la scomparsa graduale di piante tropicali, che l'Europa subiva un raffreddamento rispetto alle epoche precedenti, ma conservava ancora un clima più caldo dell'attuale, cosicché potevano vegetare palme, eucalipti, Pittospori, tuie e sequoie; verso la fine del miocene un raffreddamento ha provocato la diffusione di pioppi, platani, ontani, aceri, salici, querce e varie conifere. Un importante giacimento di piante fossili del miocene inferiore si trova presso Öhningen (Lago di Costanza).
I cambiamenti climatici favorirono lo sviluppo evolutivo e geografico delle angiosperme, con una grande abbondanza di piante erbacee e di erbe. Il progressivo raffreddamento del clima e una stagionalità più secca, causarono la regressione delle abbondanti foreste e favorirono la crescita delle piante erbacee che preferiscono habitat più aperti e sono meglio in grado di resistere alla scarsità di precipitazioni.

## Fauna
Compaiono i primi giganteschi proboscidati: il Deinotherium, il mastodonte; si diffondono i rinocerontidi e gli ippopotamidi, maiali, giraffe, cammelli, lama e cervidi che si presentano somiglianti alle specie odierne.
Si differenziano Hominidae e Hylobatidae.

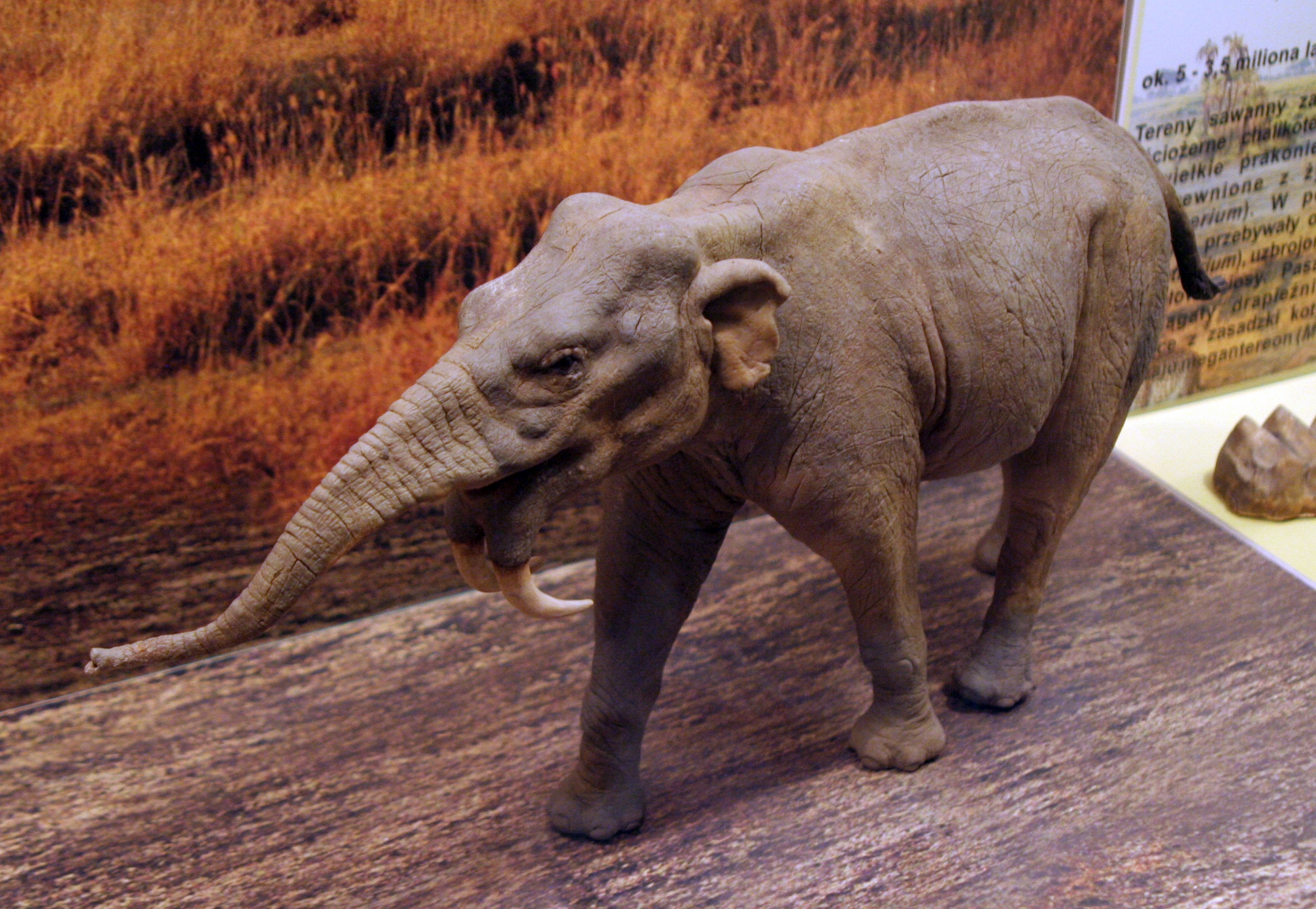
Ricostruzione museale di Deinotherium
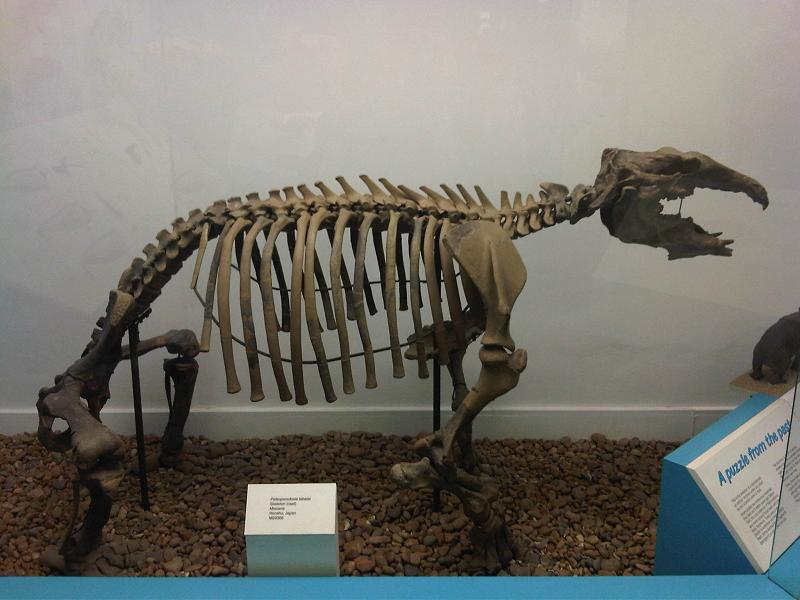
Paleoparadoxia
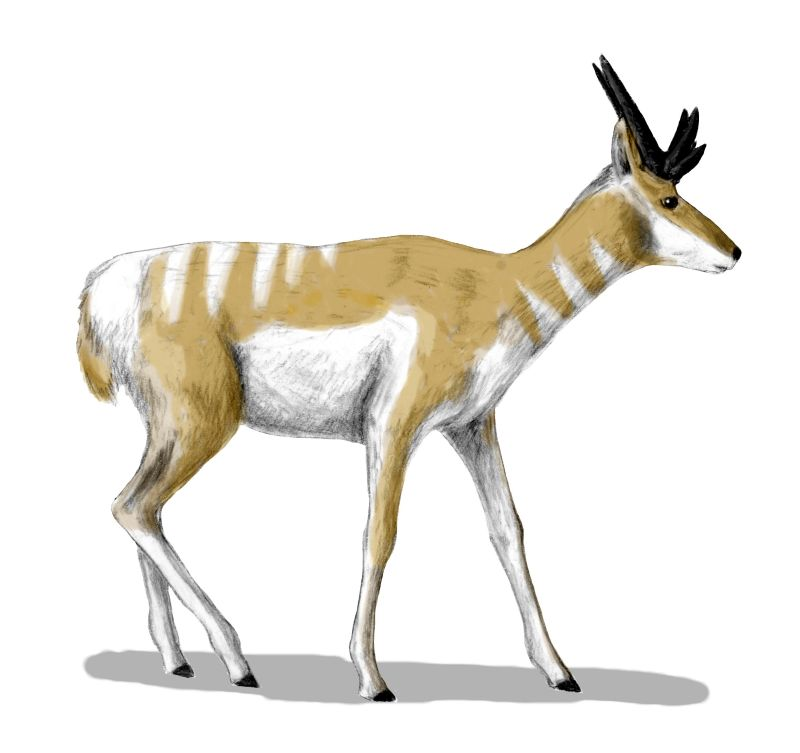
Osbornoceros osborni
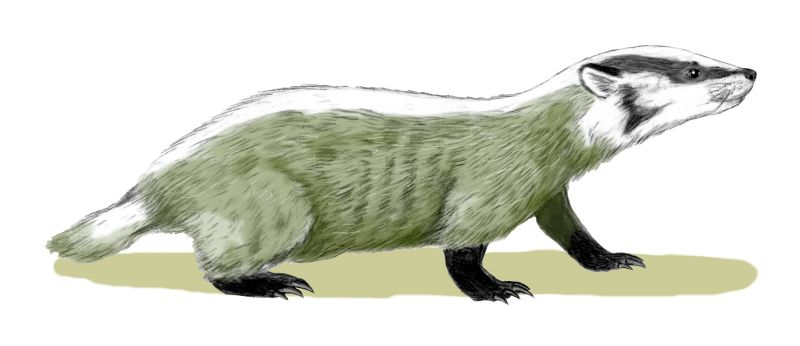
Chamitataxus
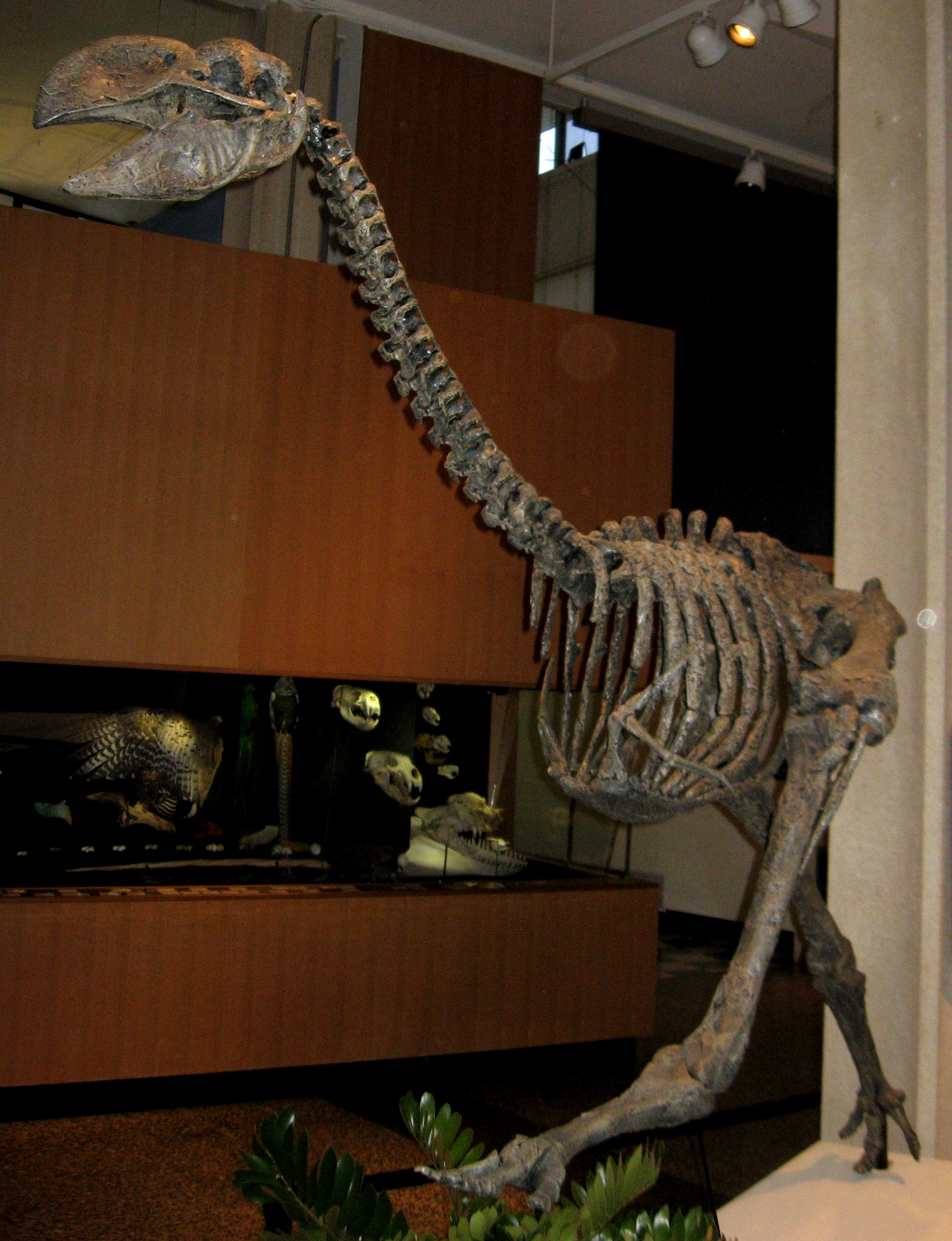
Scheletro di Dromornis
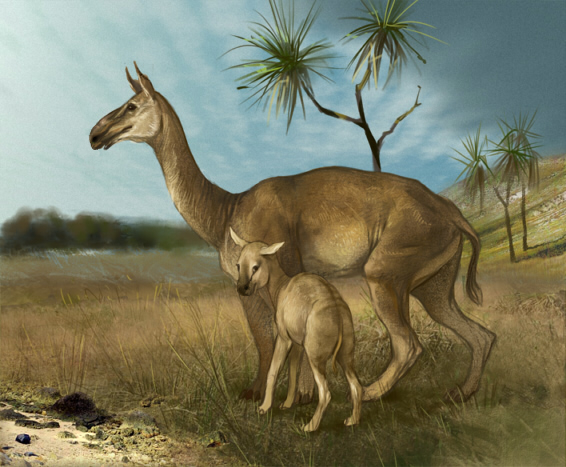
Macrauchenia
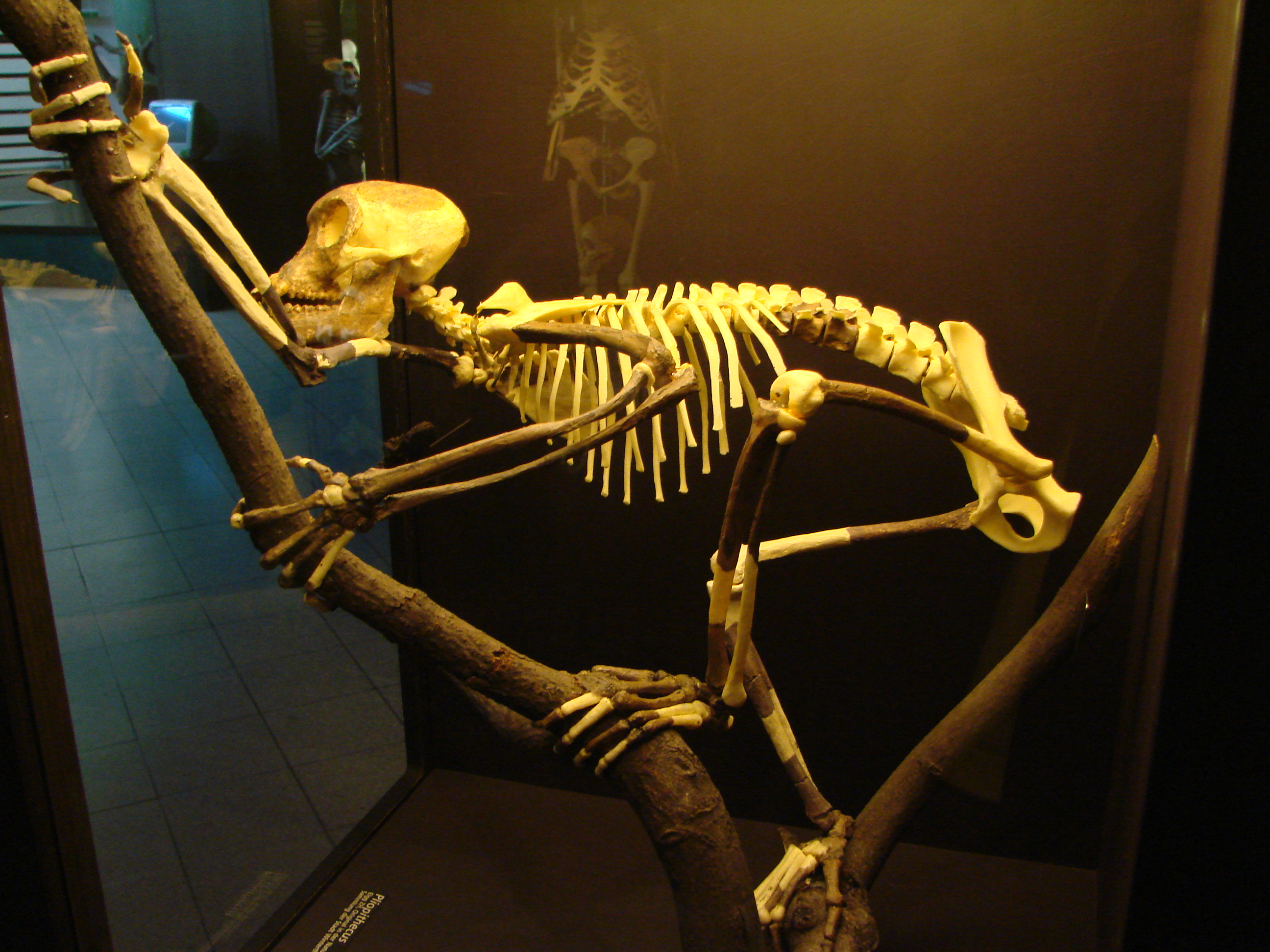
Proconsul
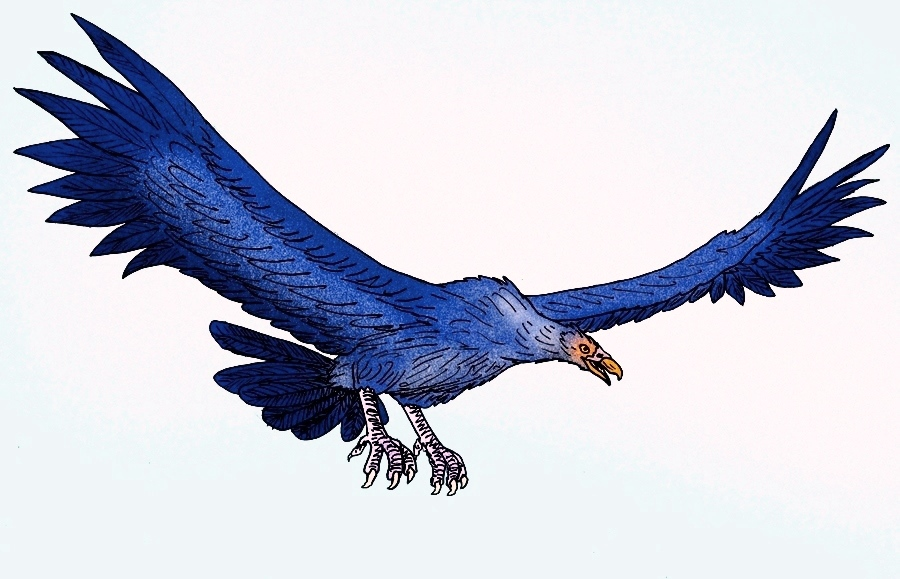
Argentavis
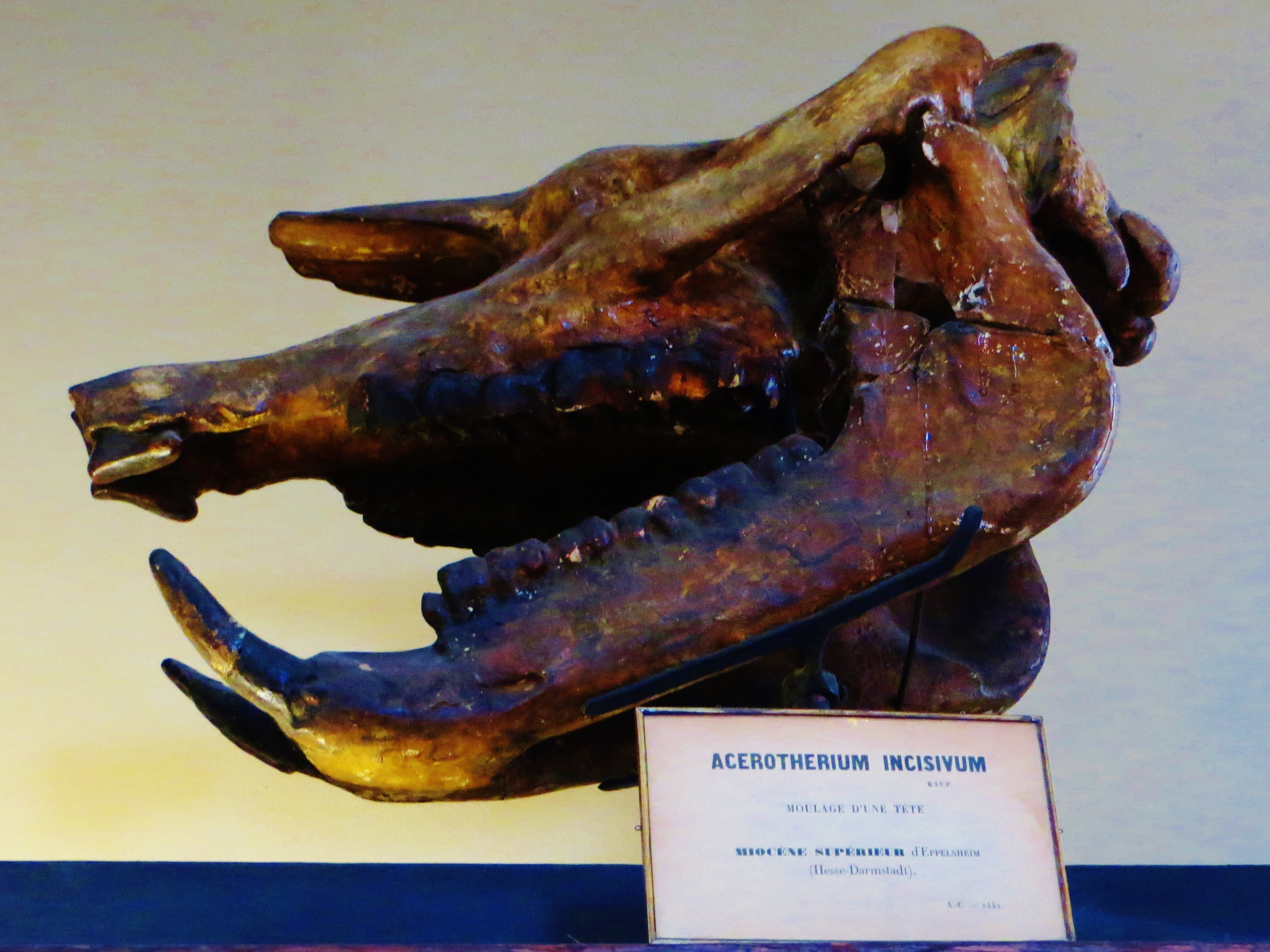
Aceratherium
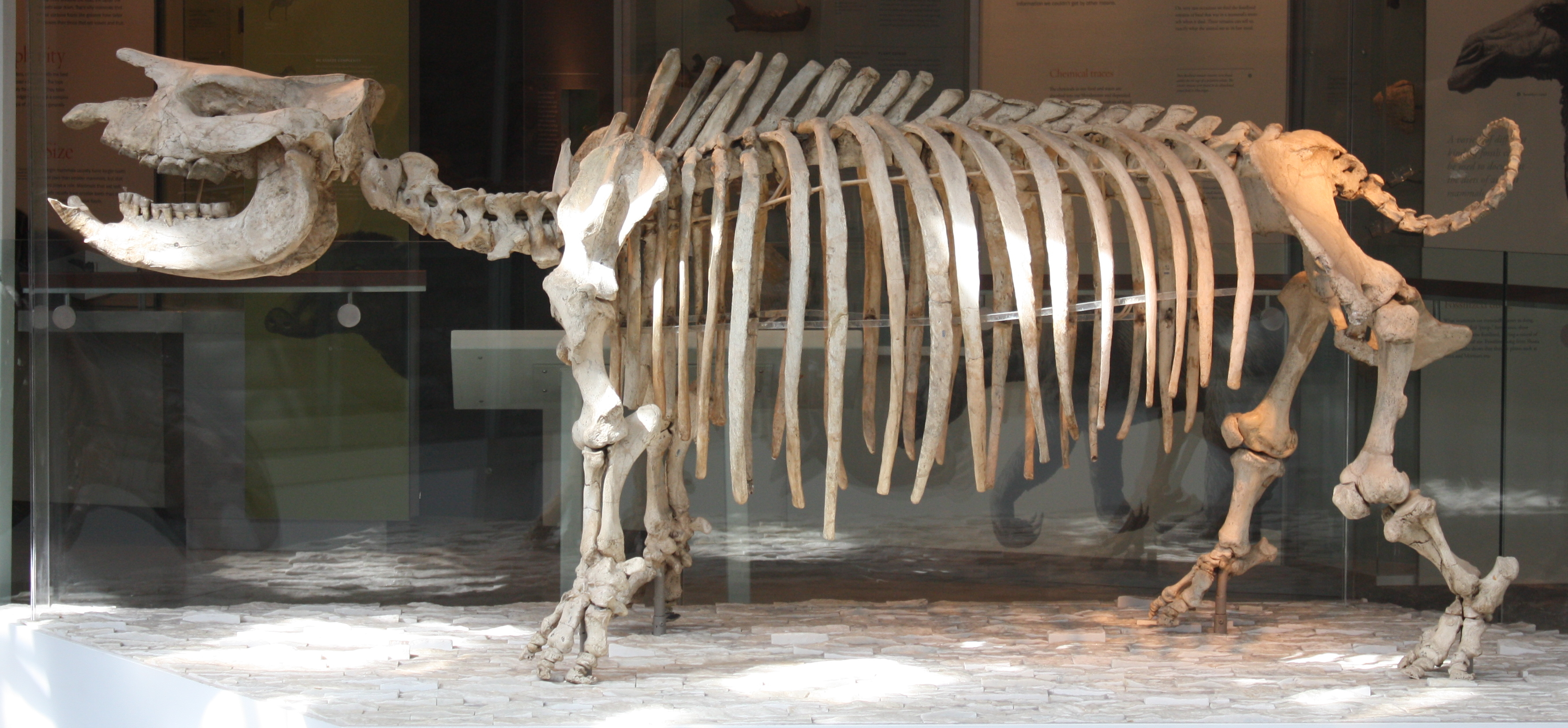
Teleoceras
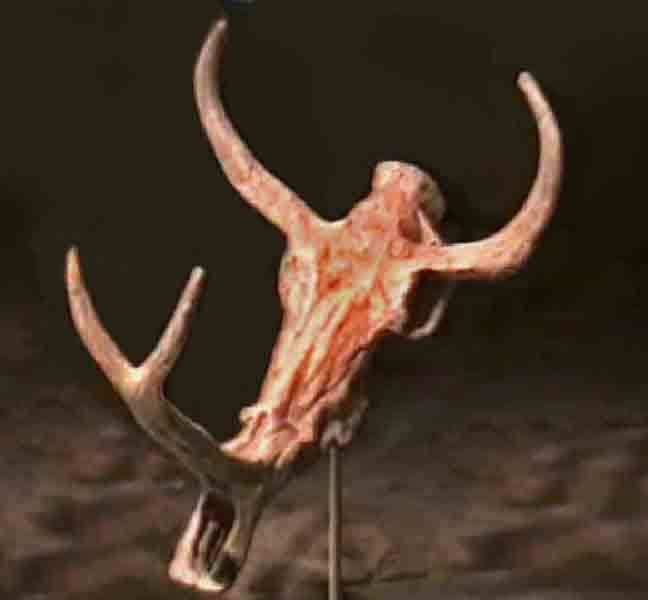
Synthetoceras
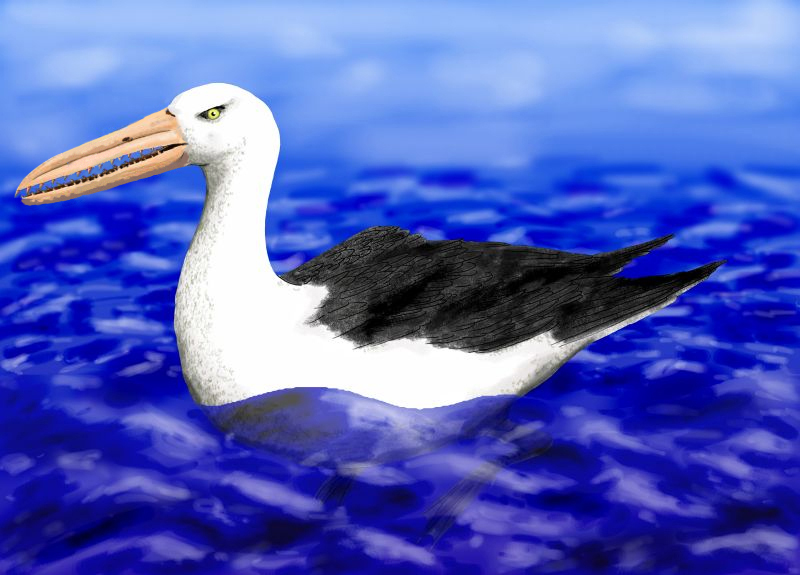
Osteodontornis
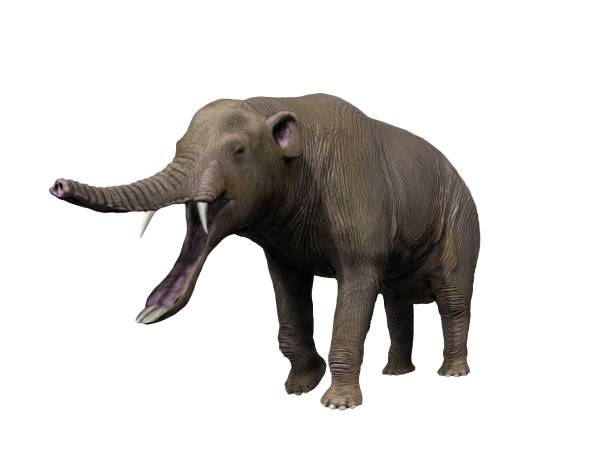
Platybelodon

Ci fu un grande sviluppo di specie "minori" come i Passeriformi, le rane, i topi, i ratti e i serpenti.
Negli oceani compaiono i grandi squali moderni, in particolare il grande Megalodonte e si sviluppano i cetacei come le balene e i delfini.

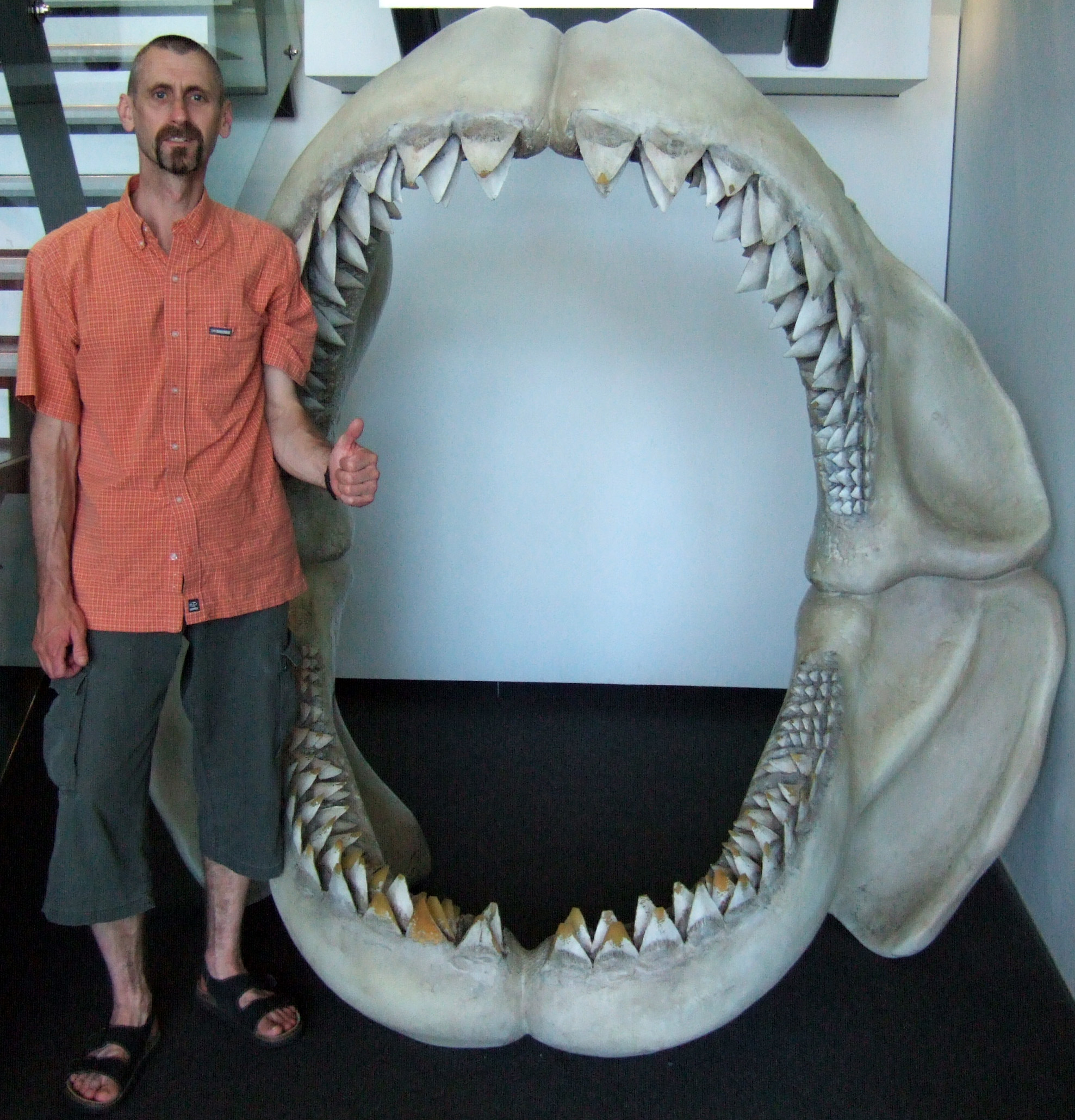
Ricostruzione mascelle di Carcharocles megalodon
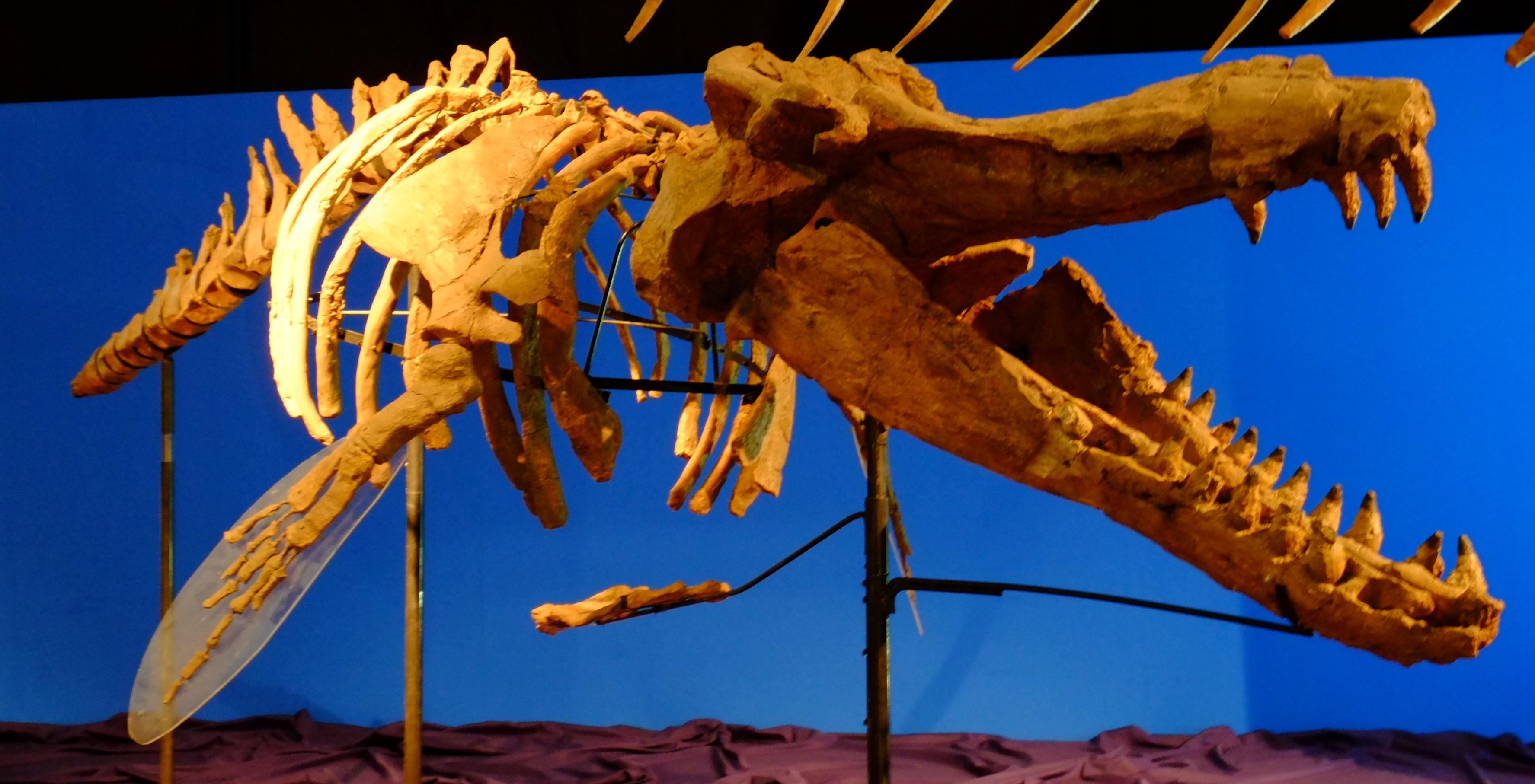
Brygmophyseter
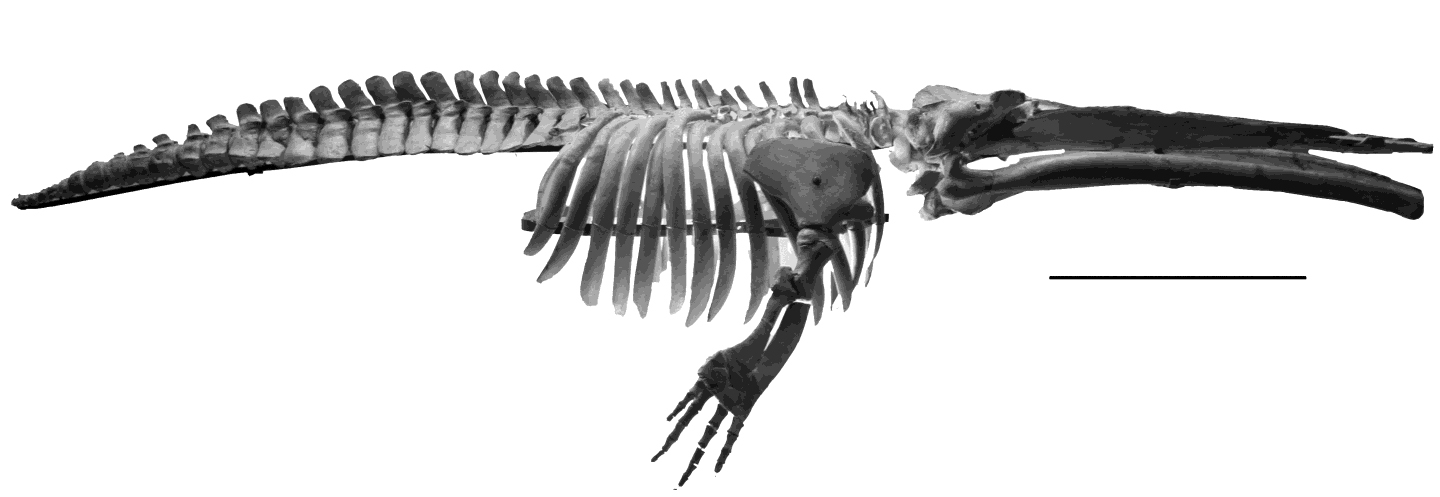
Cetotherium
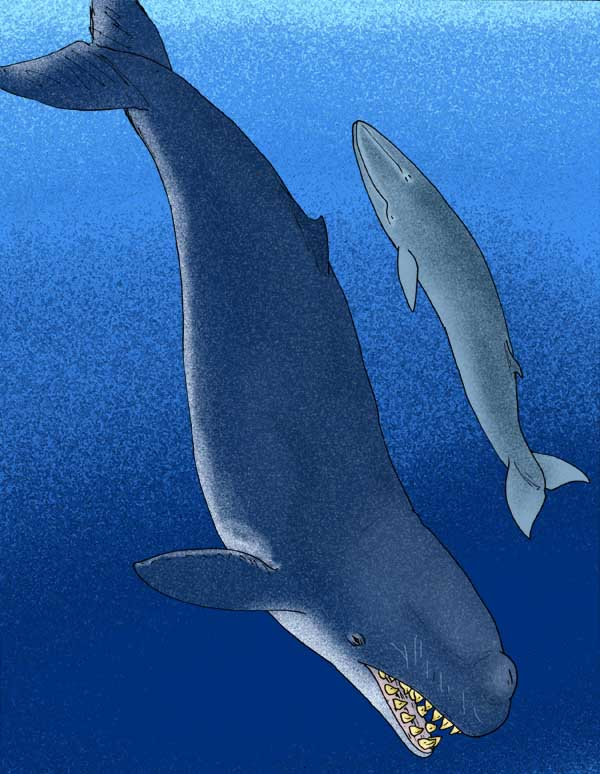
Livyatan melvillei
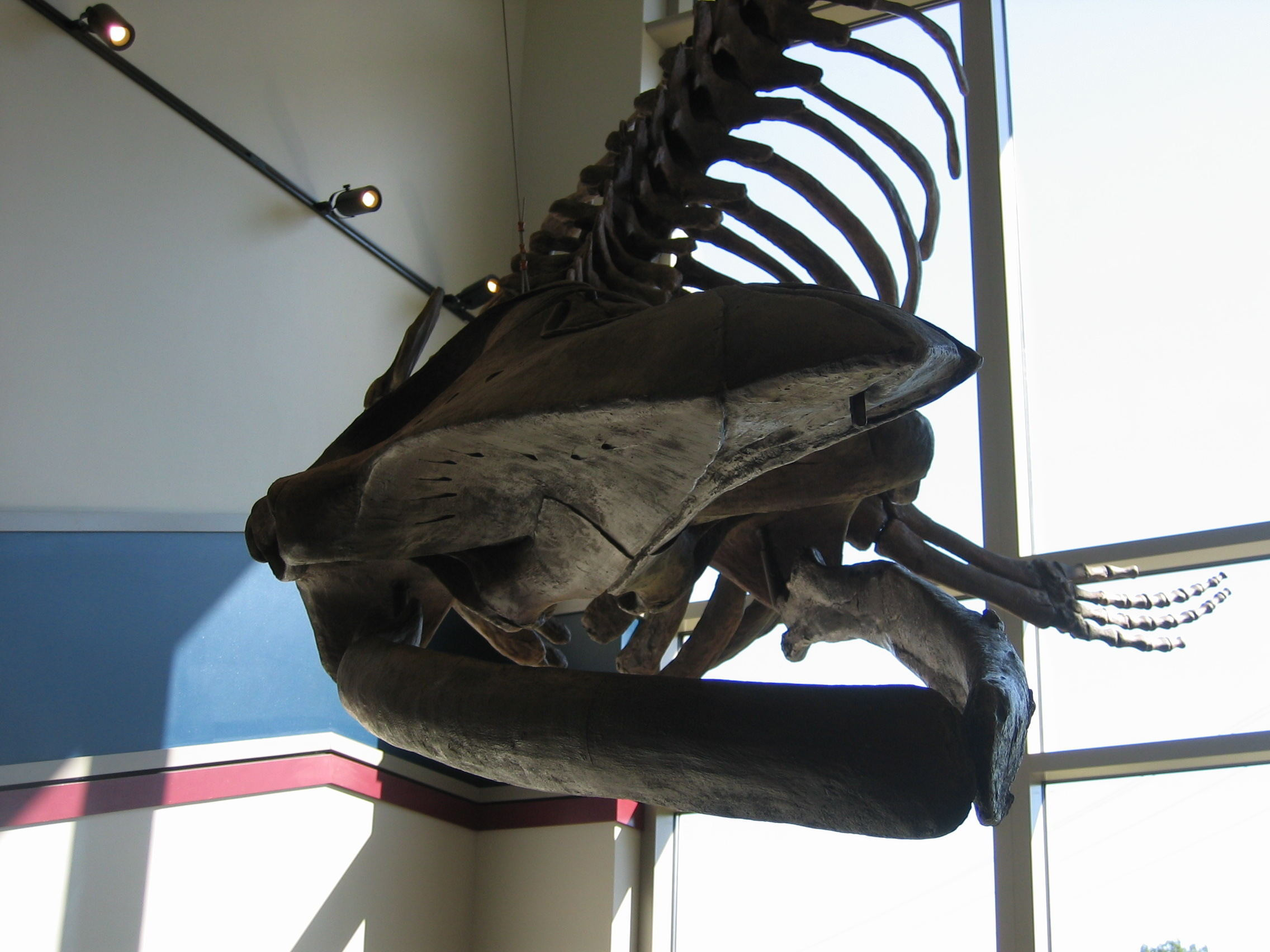
Eobalaenoptera
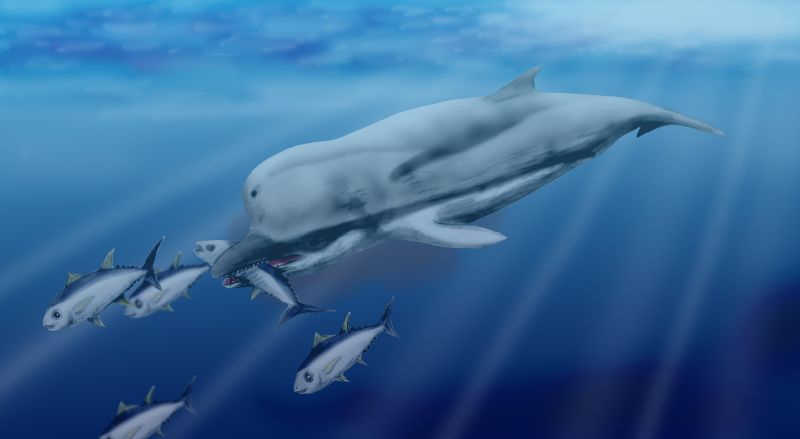
Zygophyseter varolai

## Fossili caratteristici
- Chalicotherium
- Otodus megalodon
- Proconsul
- Dryopithecus
- Ramapithecus
- Pengana robertbolesi
- Zeltornis ginsburgi